# Carlo Ginori
Le marquis Carlo Andrea Ginori (Florence, 7 janvier 1702 -  Livourne, 11 avril 1757) est un homme politique et aussi un entrepreneur toscan du XVIIIe siècle.
Il se distinguera comme  homme politique en devenant  membre du conseil de la régence impériale de Florence, en 1746, où il fut nommé gouverneur de la ville et du port de Livourne, et comme entrepreneur en établissant la première manufacture de porcelaine à Florence.

## Biographie
Carlo Andrea Ginori naît le 7 janvier 1702 à Florence. Le 13 novembre 1714, il entre au collège Tolomei de Sienne, dirigé par le père jésuite Angelo Maria Durazzo, et a ensuite comme professeurs le naturaliste Giovanni Targioni Tozzetti et les juristes Giuseppe Averani et Giuseppe Lorenzo Maria Casaregi.
En 1730, Carlo Ginori épouse Elisabetta Corsini, une nièce du pape Clément XII.
En 1735, il commence des expériences pour fabriquer de la porcelaine, initialement à Florence puis, en  1737, dans sa Villa de Docchia (près de Sesto Fiorentino) où il fonde la première fabrique italienne de porcelaine (Manufacture Ginori) avec la collaboration de techniciens experts autrichiens et allemands.
La fabrique de Docchia devient une des premières installations toscanes qui acquièrent une dimension industrielle. En 1741 il obtient le monopole pour la production des porcelaines en Toscane. Le grand-duc  lui concède même à une vente régulière par la fourniture officielle des services de table destinés aux résidences grand-ducales.
Dès les premières années d'activité, Carlo Ginori destine quelques locaux au rez-de-chaussée de la Villa de Doccia pour archiver les modèles, les céramiques et des moules, utilisés dans la première période d'existence  de la fabrique. À cet effet, il crée en 1754 une galerie appropriée pour exposer les meilleurs produits fabriqués. On y trouvera aussi les moules en cire de Massimiliano Soldani-Benzi célèbre médailliste de Cosme III de Médicis, rachetés pour en tirer des exemplaires en porcelaine.
Comme gouverneur de Livourne (1746 - 1757 ?), il envoie à ses émissaires auprès de son ami Charles de Bourbon, roi de Naples, pour apprendre les techniques de la pêche du corail.
Il montre son esprit d'entreprise dans d'autres domaines d'activité :  entre autres, il introduit en Toscane l'élevage de la chèvre d'Angora ; il importe des cultures de quelques plantes exotiques ; il bonifie les marécages de ses terres en Maremme (près de Cecina), en avance par rapport au grand assainissement des marécages de Maremme voulu par les grand-ducs de Lorraine-Habsbourg.